# Bawinkel
Bawinkel ist eine Gemeinde im niedersächsischen Emsland nordöstlich von Lingen (Ems) und südwestlich von Haselünne. Der Ort war bis zur Gemeindereform Verwaltungssitz der Samtgemeinde Bawinkel und ist seitdem eine Mitgliedsgemeinde der
Samtgemeinde Lengerich.

## Geografie

### Geografische Lage
Bawinkel liegt etwa 7 km östlich der Ems und des Dortmund-Ems-Kanals zwischen Lingen und Haselünne, im Norden des ehemaligen Kreises Lingen, an der Grenze zum früheren Kreis Meppen. Durch die Gemeinde Bawinkel verläuft ein alter Handelsweg – die flämische Landstraße. Diese wurde später zur B 213. Durch die Gemeinde fließt der Bawinkeler Bach.

### Nachbargemeinden
Nachbargemeinden sind im Norden die Stadt Haselünne, im Osten die Gemeinde Gersten, im Süden die Stadt Lingen und die Gemeinde Langen und im Westen die Gemeinde Geeste.

### Gemeindegliederung
Am 1. März 1974 wurden die bis dahin selbständigen Gemeinde Duisenburg und Plankorth in die Gemeinde Bawinkel eingegliedert.

## Herkunft der Ortsnamen
- Bei „Bawinkel“ lässt sich das Bestimmungswort nicht sicher herleiten. Möglicherweise liegt ein Eigenname vor in Zusammenhang mit dem Junker Bar, der nach einer alten Überlieferung einer der ersten Anwohner gewesen sein soll. Auf diesen wird auch die Entstehung der Kirche zurückgeführt. Das Grundwort -winkel steht für niederdtsch. hoek = Ecke, was auf einen Grenzort hinweist. Dem entspricht, dass die Kirche zum Teil auf Bokeloher Grund errichtet worden sein soll. Für diese mündliche Überlieferung gibt es keinen schriftlichen Beweis. Die erste Kirche hat etwa dort gestanden, wo heute der evangelische Friedhof liegt.

- Bei „Plankorth“ ist ebenfalls das Bestimmungswort nicht gesichert: entweder von plan = Fläche, freier Platz; vgl. mittelhochdeutsch. plan, blan, lat. planum, altfrz. plain; oder nach einem um 1550 genannten Erbe Planke. Das Grundwort -orth hat die Bedeutung: Spitze, Phallus; vgl. germ. uzda, althochdtsch. ort, altsächs./altfries./engl. ord, altnord. oddr.

- Das Bestimmungswort von „Duisenburg“ ist unklar. Das Grundwort -burg hat die Bedeutung: befestigter, hochgelegener, beschützter Ort und verweist auf einen Versammlungsort.

- „Clusorth“ (früher auch: Clus). Das Bestimmungswort clus, auch klaus/klus hat die Bedeutung: schließen, sperren, schützen; aus kleve/cleve, vgl. althochdtsch. klusa, mittelhochdtsch. kluse, lat. clausa; das beschreibt den abgeschirmten, geschützten Charakter eines Ortes. Beispiele: Claustal, Klausaurach, Klausa. Das Grundwort verweist ähnlich wie bei Plankorth auf einen Kultplatz.

- „Bramhar“ wird um 1000 im Werdener Urbar und im elften Jahrhundert noch einmal im Corveyer Heberegister als Teil des Venkigaus erwähnt. Das Bestimmungswort bram bedeutet Dorn, Stachel; aus indogerm. bhrom/bhrem = eine Spitze bilden; es beschreibt die Einhegung eines Ortes. Das Grundwort har/her = Frauenhaar, Göttin Ertha, Hera; aus germ. hera, vgl. althochdtsch./altsächs./altnord. har benennt einen Ort der Verehrung der (Erd)Göttin. Es handelte sich also vermutlich um einen ringsum mit Dornen umgebenen Kultplatz, an dem die Erdgöttin verehrt wurde.

## Geschichte

### Frühgeschichte
Archäologische Funde belegen eine Besiedlung des Raumes Bawinkel in frühgermanischer Zeit. So konnten bei Kultivierungsarbeiten auf dem etwas höher gelegenen Gelände des Ortsteils Duisenburg, Urnen und Scherben aus vorchristlicher Zeit geborgen werden.

### Mittelalter
Im 10. und 11. Jahrhundert soll das Bawinkler Gebiet mit vier bis sechs Höfen bestanden gewesen sein. Ab dem 13. Jahrhundert stieg die Besiedlung erheblich an. Eine erste Kirche fand in Urkunden des Jahres 1325 Erwähnung. Ob dieses Gebäude schon auf dem heute noch vorhandenen alten, jetzt von der evangelischen Gemeinde Bawinkel genutzten Friedhof (in der Nähe der Straße nach Gersten) stand, ist nicht belegbar.
Zwischen 1457 und 1600 unterlag die Ortsbezeichnung mehrfachem Wandel. So sind die Bezeichnungen „Baffwinkel“, später „Bavehinkel“, dann „Bavinkell“, auch „Bauynkell“, sowie „Bavehinckell“ bekannt.

#### Kirchengeschichte

Alte Bawinkler Kirche von 1717

Anlass dafür, in Bawinkel eine Kapelle zu errichten, soll ein im 9.- oder 10. Jahrhundert entstandener Wallfahrtsweg gewesen sein. Er führte über Schepsdorf und Bawinkel nach den in Wildeshausen verehrten Reliquien des heiligen Alexander. Vor allem nutzen ihn holländische Pilger.
Umstritten ist, ob die aus dieser Kapelle hervorgegangene Kirche als Filialkirche der Kirchengemeinde des Ortes Bokeloh oder der Pfarre Lingen unterstand.
Den späteren Bau einer Kirche am alten Friedhof Bawinkels bezeugt eine überlieferte Steininschrift des Turmes mit dem Wortlaut Completum est 1506. Dies bestätigt den Standort und lässt den Rückschluss auf einen noch früheren Baubeginn zu.

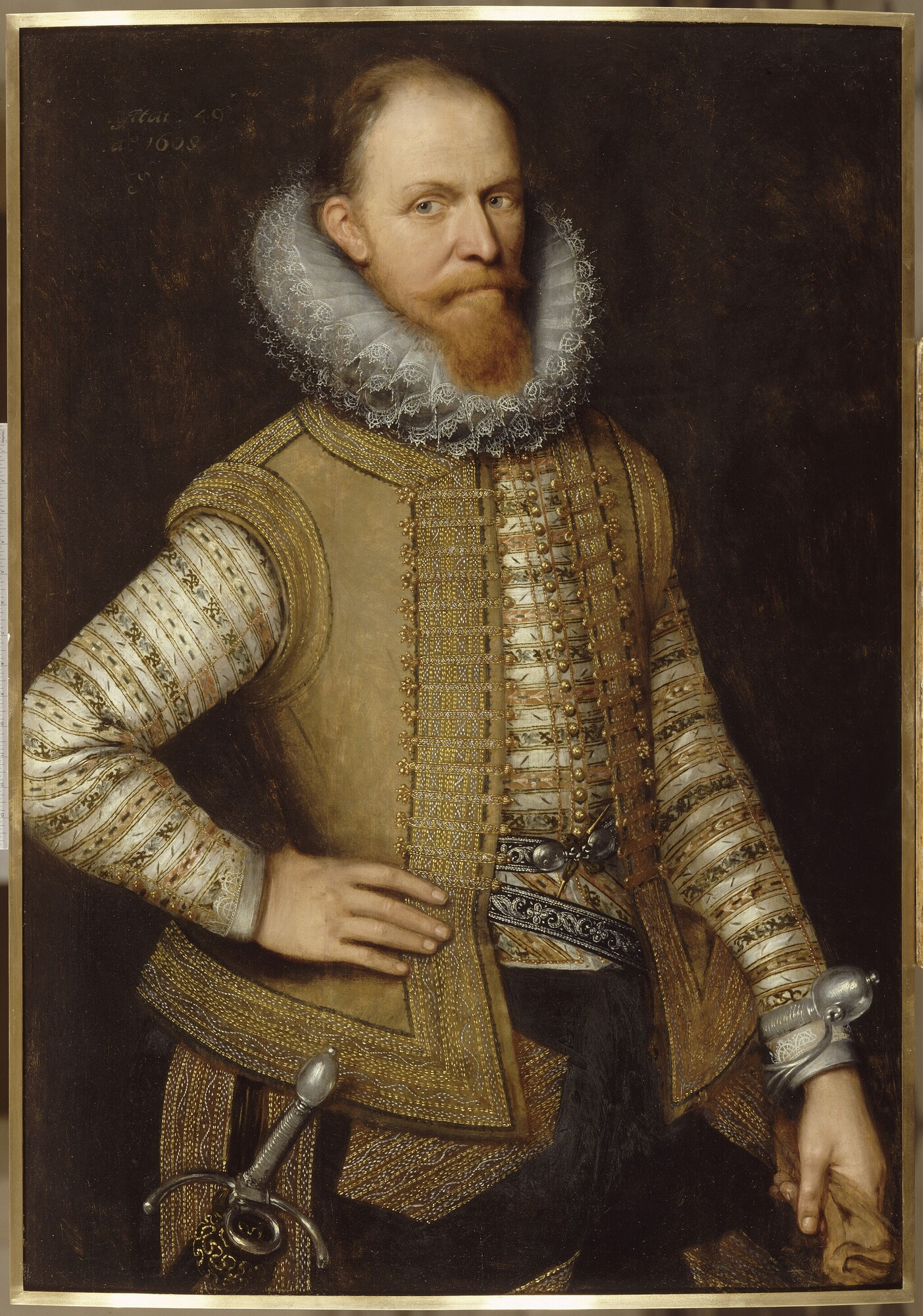
Mit Moritz von Oranien begann die Unterdrückung der Katholiken in der Grafschaft Lingen

Im ausgehenden 16. Jahrhundert eroberte Prinz Moritz von Oranien Lingen durch. Obwohl seine Herrschaft nur von kurzer Dauer war, griff er in die kirchlichen Belange der Region ein. Bawinkel und andere Orte erhielten calvinistische Geistliche. Nach dem Eingreifen der Katholischen Ligakehrten sich die Verhältnisse wieder um. Nach dem Abzug der Liga um 1632 gewannen die Reformierten wieder die Oberhand, und Bawinkler Katholiken konnten später nur eine Notkirche in Bramhar (im damaligen Fürstentum Münster) für den Gottesdienst nutzen. Diese Notkirche, ein umgewandelter Schafstall, wurde ersetzt durch ein Fachwerkhaus, welches die Bawinkler auf einem ihnen von der Stadt Haselünne geschenkten Grundstück (am Gelsho) als Kirche errichteten. Erst ein Wechsel durch Erbfolge in Lingen (Lingen fiel an das Haus Brandenburg) brachte eine Verbesserung der Lage. Der preußische König Friedrich Wilhelm ließ dann wieder zu, dass Gottesdienste der Katholiken in Bawinkel als private Veranstaltungen stattfanden.
Die Reformierten nutzten weiter die mittlerweile altersschwach gewordene Kirche am alten Friedhof. Den Katholiken war nach weiteren Lockerungen der Repression gestattet worden, ihre in Haselünne abgeschlagene Holzkirche in Bawinkel neu zu errichten. Bauplatz war nach „Tenfelde“ der heutige Schulplatz, dort wo das Haus „Meermann“ steht.
Aus dieser Fachwerkkirche entstand dort im Jahr 1717 die alte Bawinkler Kirche, die aufgrund der amtlichen Vorschriften nicht wie eine solche aussehen durfte. Dem lang gestreckten, einer Scheune ähnelndem Bauwerk durfte vorerst kein Turm angefügt werden. Fast 50 Jahre behielt das Gebäude diese Form und wurde dann 1765/70 durch An- und Umbau an gleicher Stelle erneuert. Ermöglicht wurden die Baumaßnahmen durch Kollekten im „Münsterschen“ und im nahe liegenden Holland, da sie in der Grafschaft Lingen nicht gestattet waren.
1824 wurde durch Erlass König Georgs die verbliebene reformierte Gemeinde Bawinkels mit der der Gemeinde Lengerich vereinigt, und der Abbruch der baufälligen Kirche am alten Friedhof angeordnet. Die dortige Turmuhr, die Glocken, sowie brauchbares Steinmaterial gingen an die katholische Gemeinde. Diese Überbleibsel der ersten Kirche, und ergänzendes Material dienten in den Jahren 1826/27 einem erneuten Umbau und der Errichtung eines massiven Kirchturmes. Im Jahr 1907 wurde die alte Bawinkler Kirche auf Abbruch verkauft.

### Neuzeit

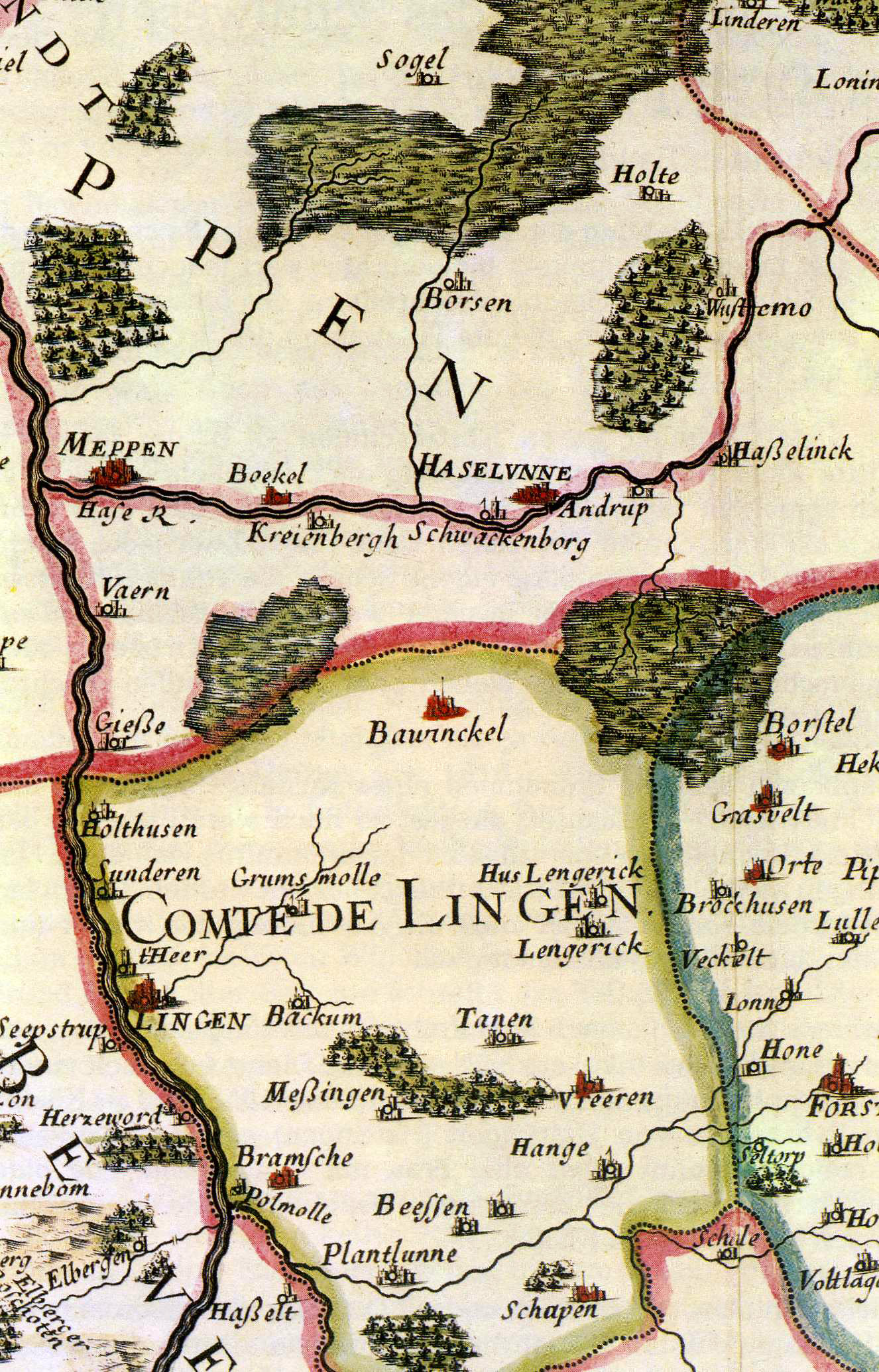
Bawinkel auf einer Karte von 1673

Überlieferungen zum Raum Bawinkel liegen ab dem 16. Jahrhundert in Form von Unterlagen der jeweiligen Landesherren vor. In einer Aufstellung des Jahres 1550 verlangte der Landesherr von Lingen Abgaben in Form von Naturalien, deren Mengen er nannte.
Während des Dreißigjährigen Krieges kam es 1636 zwischen Bawinkel und Haselünne zur Schlacht bei Haselünne. Bei Bawinkler standen auf der Seite des schwedischen Heeres mit ihrem Anführer Dodo Freiherr zu Innhausen und Knyphausen. Das schwedische Heer war mit 1000 Reitern und 300 Mann Fußvolk angetreten und kämpfte gegen die kaiserlichen Truppen, die in Haselünne lagen, und zu denen auch das benachbarte Klosterholte gehörte. Die Kaiserlichen verloren 700 Mann, die Schweden nur 20 und General von Knyphausen. Der Ort der Schlacht heißt heute noch Roter Märsch.

#### Eigenhörige und Heuerleute

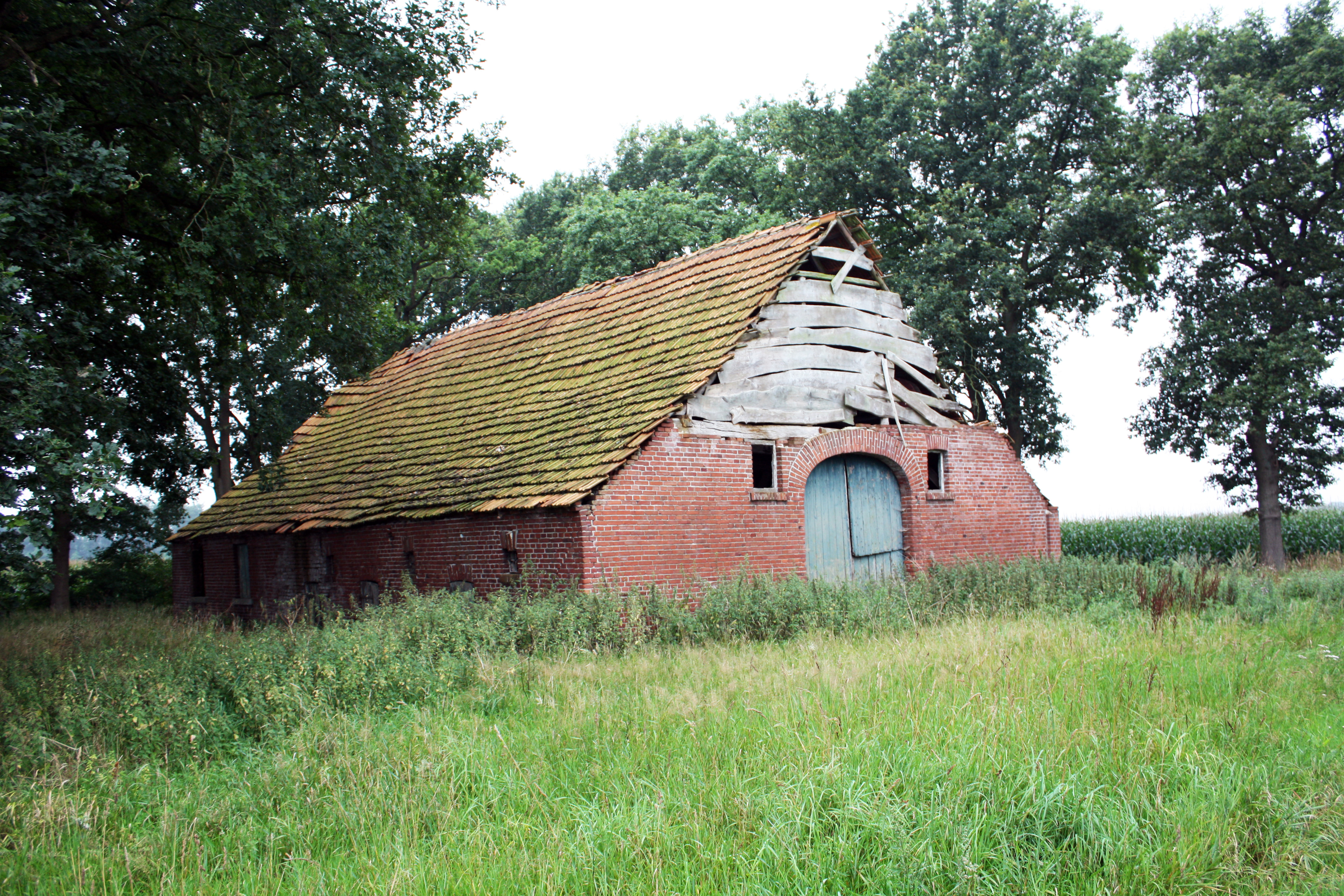
Ehemaliges Heuerhaus in Lotterfeld

Abweichend von anderen Kirchspielen der Region, bestand in Bawinkel eine besondere Form der Eigenhörigkeit, da sie dem König eigenhörig waren. Sie zahlten ihre Abgaben an Naturalien und Pachtzins an den dafür bestellten Beamten.
Bis in die zweite Hälfte des 20. Jahrhunderts gab es in Bawinkel die „Klasse“ der Heuerleute, der Kleinbauern ohne Grundbesitz. Dies waren Familien die über Generationen auf den Grund und Boden eines Großbauern ansässig waren. Sie hatten vorrangig für alle anfallenden Tätigkeiten in der Landwirtschaft ihrem Grundbesitzer oder Großbauern zu dienen. Festgesetzt waren jährlich zu leistende Arbeitstage, die zwischen 150 und 250 Tage lagen. Die Gegenleistung bestand in einer zur Verfügung gestellten Behausung nebst Stallungen und einigen Hektar Land, die zur eigenen Bewirtschaftung und eigenem Ertrag genutzt werden konnten.

### 19. Jahrhundert
Am Anfang des 19. Jahrhunderts wurden die Bawinkler Bürger zu Untertanen des Königreiches Hannover (1814–1866). In der Zeit der Regentschaft König Georgs wurden in Bawinkel, das der Niedergrafschaft Lingen unterstand, kirchliche und schulische Belange neu geordnet.
Als in der Mitte des 19. Jahrhunderts verstärkt Maßnahmen zur Bodenverbesserung ergriffen wurden, kam es im Bereich von Bawinkel mit seinen weitläufigen nassen Wiesen- und Weideflächen zu entsprechendem Vorgehen. Dabei wurden die Kosten für die Entwässerung auf viele Personen verteilt und es wurde eine Samtgemeinde gebildet. Im Jahr 1875 leitete man ein Verfahren zur Aufteilung der Gemarkung Bawinkel ein. Im Herbst 1881 beschlossen die Vertreter Bawinkels und der fünf Bauerschaften, die sich bis dahin zum Teil selbst verwaltet hatten, das Statut zur Bildung einer Samtgemeinde Bawinkel. Diese bestand dann aus den Ortsteilen Bawinkel, Groß-Bawinkel, Plankorth, Duisenburg, Clusorth und Bramhar. Sie hatte Bestand bis zum Jahr 1974. Den Vorstand der Samtgemeinde bildeten die Gemeindevorsteher der Mitglieder.
Innerhalb der Samtgemeinde wurde anfallenden Kosten für Verwaltung, Kultivierungsmaßnahmen der Entwässerung, Armenfürsorge, Gesundheitswesen bei ansteckenden Krankheiten und zur Bekämpfung auftretender Seuchen in der Viehhaltung. Auch ein gemeinsames Feuerlöschwesen wurde eingeführt.
Die Industrialisierung erreichte zum Ende des 19. Jahrhunderts Bawinkel. Der 1880 auf einem Plankorther Hof eingeheiratete August Degen gründete den „Landwirtschaftlichen Verein Bawinkel und Umgebung“ und forcierte die landwirtschaftlichen Erträge der Bauerschaft durch die Einführung des Kunstdüngers im Emsland. Degen rief 1885 in Bawinkel die erste landwirtschaftliche Konsumgenossenschaft des Emslands ins Leben und war im gleichen Jahr beteiligt an der Entstehung der Spar- und Darlehenskasse Bawinkel, der Vorläuferin der heutige Volksbank Bawinkel.

### 20. Jahrhundert

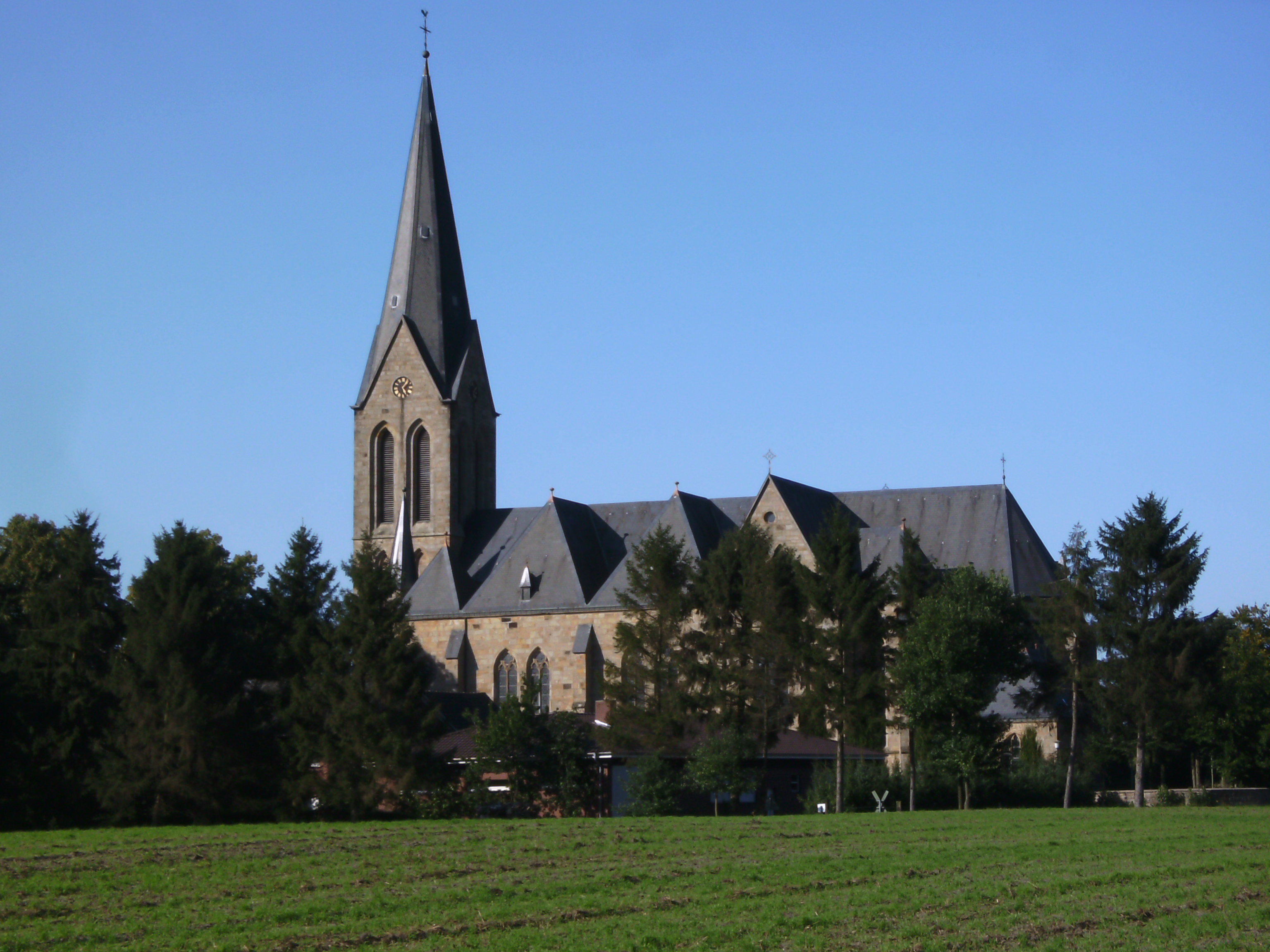
St. Alexander-Kirche

Im 20. Jahrhundert kam es zu Einpfarrungen der Gemeinden Bramhar, Klosterholte und Haverbeck. An der Straße nach Gersten wurde ein neuer Friedhof eingerichtet, der im Laufe der Zeit vergrößert wurde. In den 1930er Jahren erfolgte die Elektrifizierung Bawinkels, wobei abgelegene Weiler oder Höfe noch nicht an das Stromnetz angeschlossen waren. Im Zweiten Weltkrieg befand sich in Groß-Bawinkel/Drope ein (Feld)Flugplatz.

#### St. Alexander
Die zwischen 1904 und 1906 errichtete Pfarrkirche St. Alexander ist ein nach den Plänen des niederländischen Architekten Alfred Tepe entstandenes, neugotisches Gotteshaus. Baumeister Wilhelm Bröker aus Havixbeck bei Münster leitete die Bauarbeiten. Die Materialanfuhr erfolgte mit einer 1904 in Betrieb gestellten Kleinbahnlinie.

#### Kleinbahn

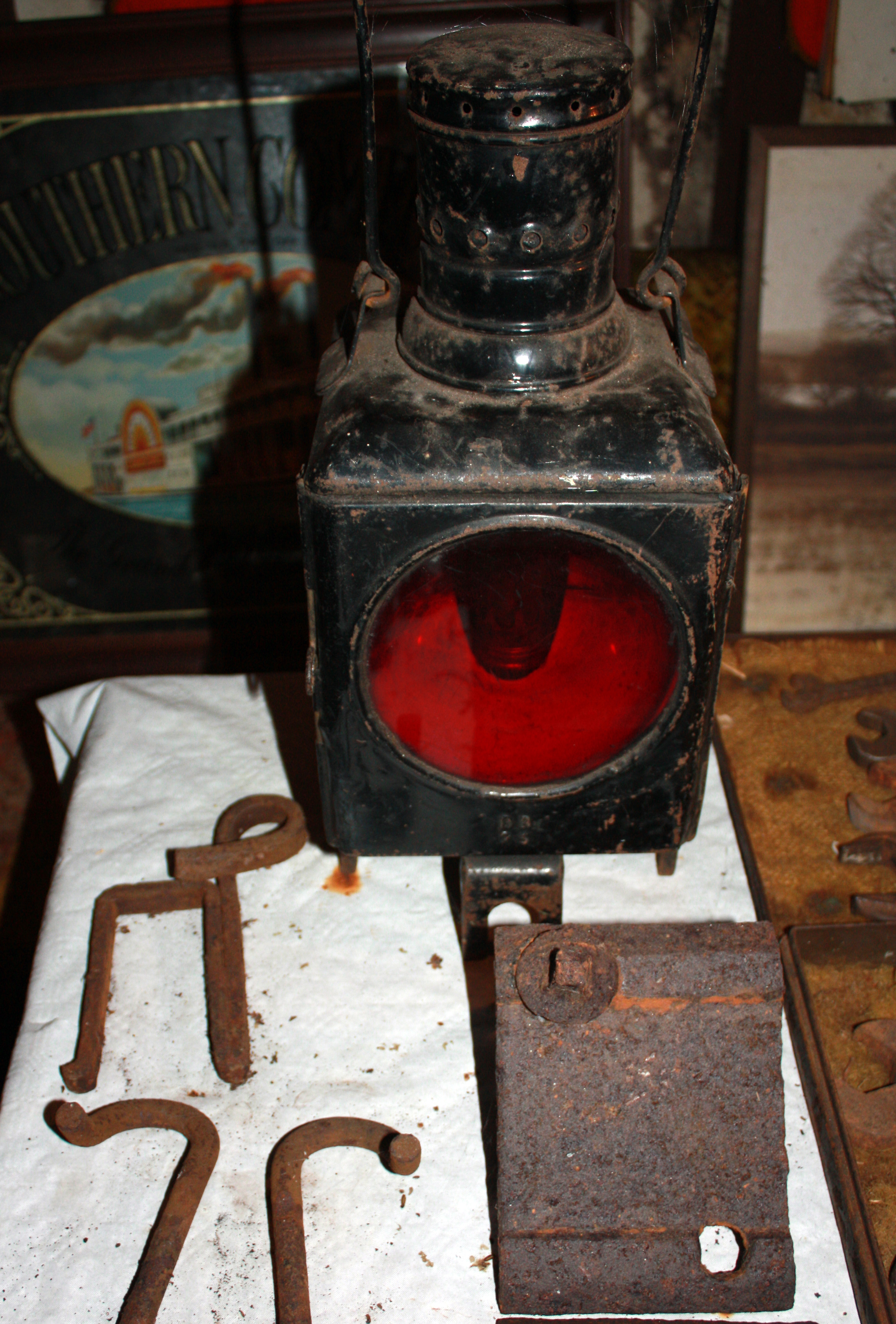
Erhaltene Schlussleuchte der Kleinbahn Lingen-Quakenbrück

Die Bahnstrecke der Kleinbahn Lingen–Berge–Quakenbrück als schmalspurige Kleinbahn wurde 1904 realisiert. Der bis 1952 bestehende Bahnanschluss hatte ein Stationsgebäude und eine Verladerampe. In Bawinkel wurde vor allem Holz und Vieh umgeschlagen. Die Fahrzeit auf der etwa zehn Kilometer langen Strecke nach Lingen betrug etwa 35 Minuten.

### Die 1950er Jahre

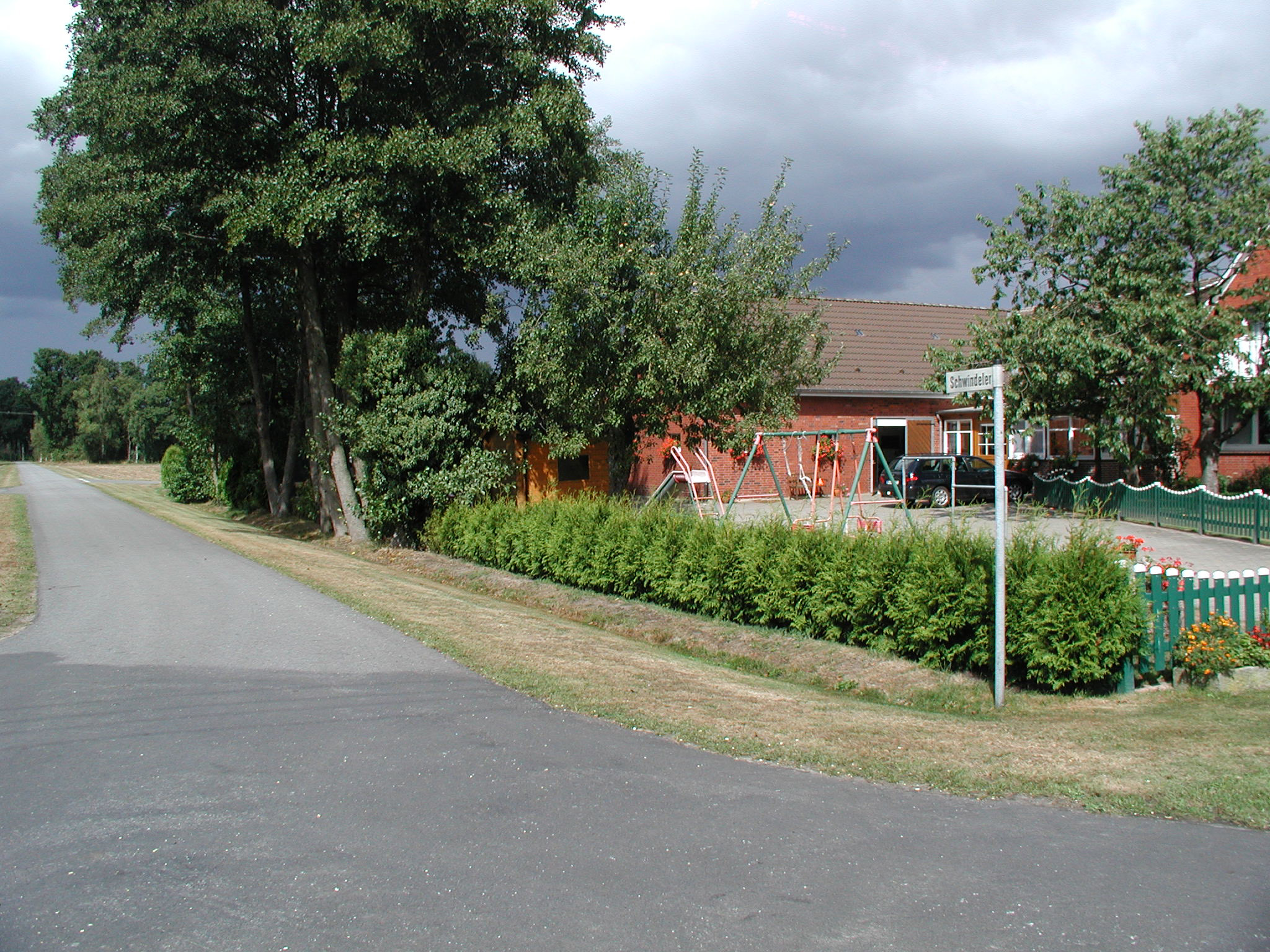
Straßenschild als Hinweis auf den Hof Schwindeler

Großbawinkel war der kleinere Teil des Ortes. Die einzige öffentliche Einrichtung bestand aus der 1926 gebauten (Zwerg-)Volksschule, mit zuerst einer dann zwei Lehrkräften. In den Jahren 1971 und 1972 erfolgte die Schließung der Schulen in Groß-Bawinkel, Duisenburg, Bramhar und Klosterholte.
Noch in den 1950er Jahren bis vereinzelt in die 1960er Jahre war im Emsland das Heuerlingswesen verbreitet, das mit der Industrialisierung auszulaufen begann. In der Ortschaft Bawinkel war dies der Hof Schwindeler, dem mehrere kleine Heuerhöfe angehörten.
Der Hof Schwindeler war zu damaliger Zeit eines der größten Anwesen im Kirchspiel Bawinkel. Erst Ende der 50er Jahre erhielten letzte Gehöfte einen Anschluss an das öffentliche Stromnetz. 
Befestigte Straßenverbindungen zwischen den einzelnen Anwesen existierten nicht, sofern sie nicht direkt an den lediglich gepflasterten, von sogenannten „Pädges“ für die Radfahrer gesäumten Überlandstraßen lagen.

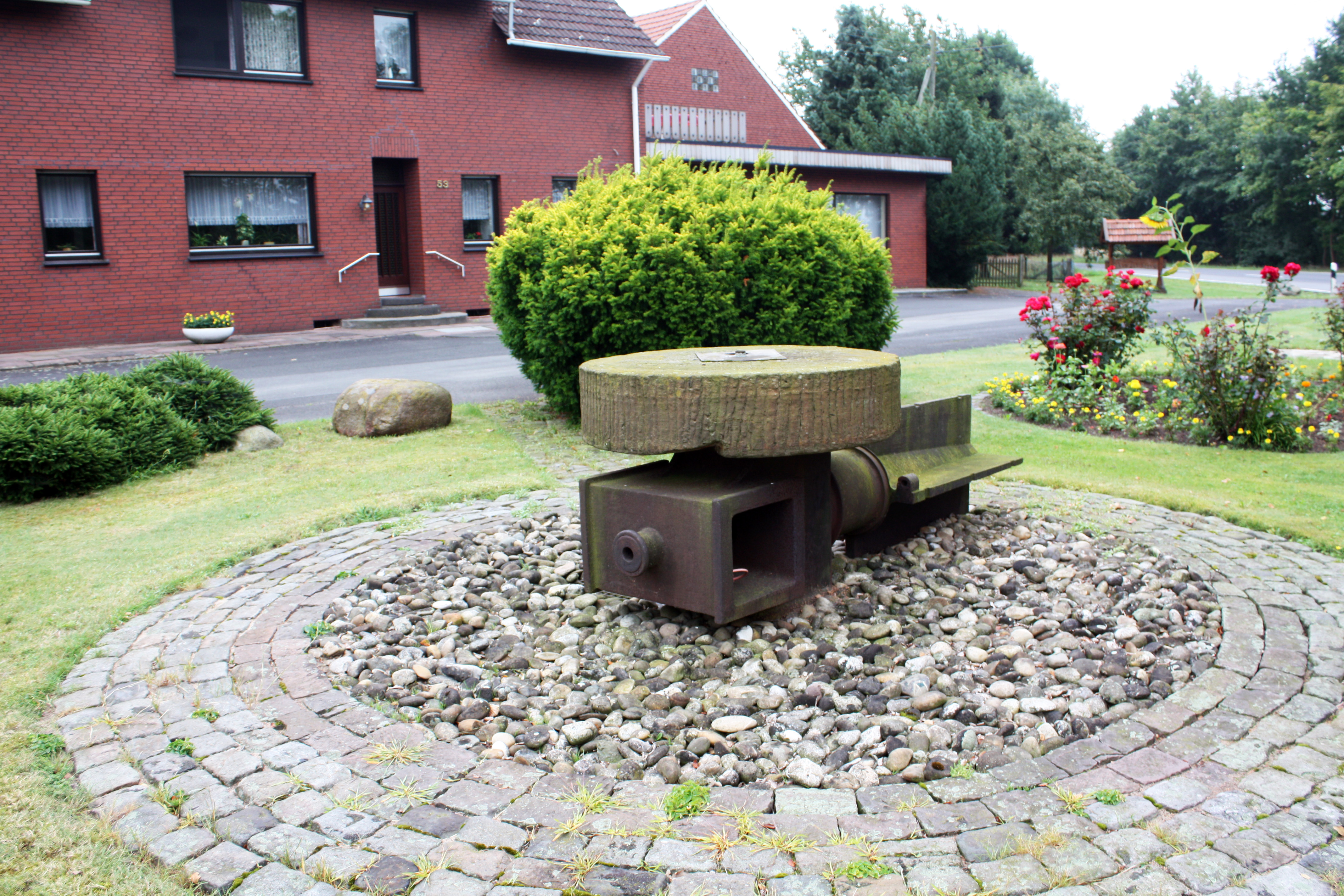
Reste der alten Mühle
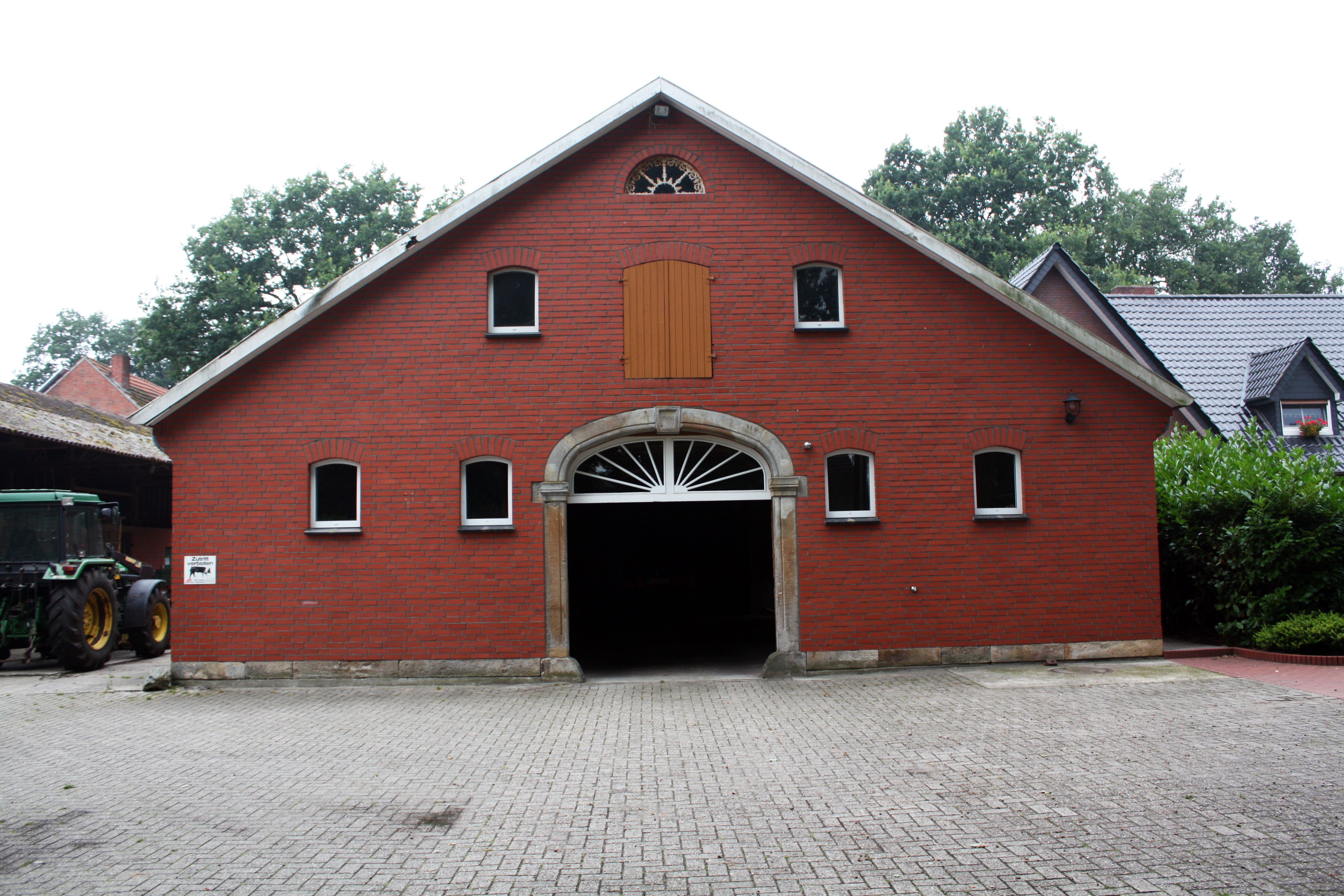
Hof Lambers, Torbogen von 1906
Pferdekoppel in Klosterholte

## Heutige Situation

### Einwohnerzahlen
|                  | 1880 | 1900 | 1925 | 1933 | 1939 | 1950 | 1961 | 1970 | 2009  | 2014  |
| ---------------- | ---- | ---- | ---- | ---- | ---- | ---- | ---- | ---- | ----- | ----- |
| Bawinkel         | 386  | 429  | 515  | 554  | 576  | 702  | 684  | 801  | 2364  | 2.359 |
| Plankorth        | 325  | 358  | 434  | 451  | 488  | 632  | 503  | 587  | k. A. | k. A. |
| Duisenburg       | 172  | 184  | 201  | 209  | 198  | 236  | 172  | 150  | k. A. | k. A. |
| Clusorth-Bramhar | 383  | 449  | 520  | 475  | 505  | 659  | 564  | 652  | 889   | k. A. |

## Politik

### Gemeinderat
Der Rat der Gemeinde hat 13 gewählte Mitglieder. Ihm gehören als Ergebnis der Kommunalwahl vom 12. September 2021 drei Parteien an.
- CDU – 9 Sitze
- SPD – 2 Sitze
- FDP – 2 Sitze[13]

### Bürgermeister
Hans-Peter Langels wurde im November 2021 zum Bürgermeister gewählt. Der ausscheidende Bürgermeister Adolf Böcker ist nach 20-jähriger Amtszeit nicht mehr bei der Kommunalwahl angetreten.

### Wappen
Beschreibung: Der mit einem goldenen Hochkreuz auf der Spitze geschmückte goldene Sparren in Blau wird von drei goldenen Kleeblättern begleitet. Unter dem Schild der Name "Bawinkel" in Schwarz und Schwabacher Schrift.

## Wirtschaft und Infrastruktur
In Bawinkel befinden sich eine Reihe von gewerblichen Betrieben. Ein bestehendes Gewerbegebietes wurde mehrfach erweitert. Es entstanden mehrere neue Wohngebiete. Die größten Arbeitgeber in Bawinkel sind ein Kraftfutterunternehmen mit ca. 80 Mitarbeitern
und ein Landmaschinenunternehmen mit ca. 100 Mitarbeitern sowie zwei weitere Firmen mit etwa 70 und 40 Mitarbeitern. Weitere Arbeitgeber sind die katholische Kirchengemeinde Bawinkel mit dem Alten- und Pflegeheim Marienstift mit ca. 80 Mitarbeitern sowie Kitas mit ca. 45 Mitarbeitern.

### Verkehr
Die Bundesstraße 213 führt durch Bawinkel hindurch und führt Richtung Südwesten nach Lingen (Ems) und Richtung Nordosten nach Haselünne.

## Persönlichkeiten

### Ehrenbürger
- August Degen (1850–1924), Landwirt, Agrarfunktionär und Politiker (Zentrum)

### Söhne und Töchter der Gemeinde
- Karl-Heinz Vehring (* 1935 in Klosterholte), Jurist, Oberstadtdirektor von Lingen